# Fou à lier
Pour plus de détails, voir Fiche technique et Distribution.
Fou à lier (La spiaggia del terrore) est un film américano-panaméo-italien sorti en 1989 et réalisé par Umberto Lenzi. Il a été tourné à Miami (États-Unis) durant la semaine de relâche.

## Synopsis
En Floride, le chef d'un gang de motards est condamné à mort à la chaise électrique, quelque temps plus tard, un motard vengeur assassine des jeunes gens aux abords de Miami Beach...

## Fiche technique
Sauf indication contraire, les informations mentionnées dans cette section peuvent être confirmées par la base de données cinématographiques IMDb,  présente dans la section « Liens externes ».
- Titre français : Fou à lier ou La Baie de l'angoisse ou La Plage de la terreur[1]
- Titre original italien : La spiaggia del terrore[1],[2]
- Titre original anglais : Nightmare Beach ou Welcome to Spring Break
- Titre espagnol : Pesadilla en la playa ou Playa mortal
- Réalisateur : Umberto Lenzi (sous le nom de « Harry Kirkpatrick »)
- Scénario : Vittorio Rambaldi, Umberto Lenzi (sous le nom de « Harry Kirkpatrick »)
- Photographie : Antonio Climati
- Montage : John Rawson
- Musique : Claudio Simonetti
- Décors : Federico Padovan
- Effets spéciaux : Vittorio Rambaldi, Alessandro Rambaldi
- Production : Josi W. Konski (en)
- Sociétés de production : Elpico Cinematografica, Laguna Films, Overseas FilmGroup
- Pays de production :  Italie,  États-Unis,  Panama
- Langues de tournage : italien, anglais
- Format : Couleur - 1,85:1 - Son Dolby - 35 mm
- Genre : Fantastique, Horreur[1], giallo, slasher
- Durée : 89 minutes
- Dates de sortie :	
  - Italie : 14 juillet 1989
  - États-Unis : 29 mars 1990 (vidéocassette)
  - France : 16 octobre 1991[1]
- Interdit aux moins de 12 ans

## Distribution
- Nicolas de Toth : Skip Banachek
- Sarah Buxton : Gail Jackson
- John Saxon : Strycher
- Michael Parks : Docteur Willet
- Lance LeGault : Révérend Bates
- Rawley Valverde : Ronny Rivera
- Tony Bolano : Edward Santor dit « Diablo »
- Yamilet Hidalgo : Trina
- Luis Valderrama : Dawg
- Karen Elder : Le chauffeur de la Mustang
- Bam Rubenstein : Un motard